# Championnats du monde de gymnastique aérobic 1996
Navigation
Paris 1995 Perth 1997
Les 2es championnats du monde de gymnastique aérobique ont lieu à La Haye aux Pays-Bas du 19 au 20 octobre 1996.

## Podiums
| Épreuves                    | Or                                                        | Argent                                                 | Bronze                                              |
| --------------------------- | --------------------------------------------------------- | ------------------------------------------------------ | --------------------------------------------------- |
| Individuel                  |                                                           |                                                        |                                                     |
| Hommes résultats détaillés  | Kwang-Soo Park (KOR)                                      | Kalojan Kaloinov (BUL)                                 | Claudio Franzen (BRA)                               |
| Femmes résultats détaillés  | Isamara Secati (BRA)                                      | Juanita Little (BRA)                                   | Chloé Maigre (FRA)                                  |
| Groupes                     |                                                           |                                                        |                                                     |
| Couples résultats détaillés | Espagne Alba de Las Heras Jonatan Canada                  | Brésil Pedro Faccio Erica Faccio                       | Russie Tatiana Soloviola Vladislav Oskner           |
| Trio résultats détaillés    | Roumanie Claudiu Catalin Varlam Claudiu Cristian Moldovan | Corée du Sud Hyun-Sung Kim Kwang-Soo Park In-Suk Chung | Hongrie Attila Katus Tamas Katus Romeo Szentgyorgyi |

## Tableau des médailles
| Rang  | Nation       | Or | Argent | Bronze | Total |
| ----- | ------------ | -- | ------ | ------ | ----- |
| 1     | Brésil       | 1  | 1      | 1      | 3     |
| 2     | Corée du Sud | 1  | 1      | 0      | 2     |
| 3     | Espagne      | 1  | 0      | 0      | 1     |
| 3     | Roumanie     | 1  | 0      | 0      | 1     |
| 5     | Australie    | 0  | 1      | 0      | 1     |
| 5     | Bulgarie     | 0  | 1      | 0      | 1     |
| 7     | France       | 0  | 0      | 1      | 1     |
| 7     | Hongrie      | 0  | 0      | 1      | 1     |
| 7     | Russie       | 0  | 0      | 1      | 1     |
| TOTAL |              |    |        |        |       |